# Юрі Альвеар
Юрі Альвеар  (ісп. Yuri Alvear, 29 березня 1986) — колумбійська дзюдоїстка, олімпійська медалістка, триразова чемпіонка світу.

## Біографія
У 2012 році на  літніх Олімпійських іграх в Лондоні в чвертьфіналі програла  французькій дзюдоїстці Люсі Декосс (в результаті завоювала золоту медаль), але в півфіналі перемогла досвідчену  словенку  Рашу Сраку і в боротьбі за третє місце перемогла  китаянку Чень Фей, в результаті завоювавши бронзову медаль у ваговій категорії до 70 кг.

## Виступи на Олімпіадах
| Олімпіада   | Дисципліна        | Місце |
| ----------- | ----------------- | ----- |
| Пекін 2008  | середня категорія | 7     |
| Лондон 2012 | середня категорія | 3     |
| Ріо 2016    | середня категорія | 2     |